# Sarcoptes scabiei
El arador de la sarna (Sarcoptes scabiei) es una especie de ácaro de la familia Sarcoptidae de cuerpo no segmentado, ovoide, con 4 pares de patas. La hembra mide 300-450 micras y el macho 150-250 micras. Tiene como hospedadores a los animales mamíferos, en los que produce la enfermedad conocida como sarna. El arador de la sarna es un parásito obligado, pues fuera del huésped no vive más de 2 a 4 días.

## Variedades
Se han descrito diferentes variedades de Sarcoptes scabiei, cada una de ellas específica de una especie animal. La que afecta al hombre y provoca la sarna humana el es el Sarcoptes scabiei var hominis. Otras variedades son:
- Sarcoptes scabiei var canis que afecta a perros.
- Sarcoptes scabiei var bovis que afecta a bovinos.
- Sarcoptes scabiei var suis que afecta a cerdos.
- Sarcoptes scabiei var equi que afecta a caballos.
- Sarcoptes scabiei var aucheniae que afecta a alpacas.
- Sarcoptes scabiei var cuniculi en conejos.
- Sarcoptes scabiei var ovis que afecta a ovejas.
- Sarcoptes scabiei var caprae que afecta a cabras.

## Ciclo biológico
Primoinfestación (personas sin exposición previa al ácaro): 5 a 15 días
Reinfestación (personas que han sido infestadas previamente): 1 a 4 días
La fecundación ocurre en la superficie de la piel, después de la cópula el macho muere. La hembra se introduce en el estrato córneo de la piel y va desarrollando túneles, esta va dejando los huevos a medida que penetra en la piel (2 a 3 huevos por día) en total 30 a 50 huevos, finalmente muere en el túnel a las 4 a 6 semanas. Los huevos eclosionan y las larvas emergen a la superficie de la piel, se transforman en ninfas en 3 a 8 días y posteriormente en adultos en 12-15 días. Las formas contagiosas son la ninfa y los adultos.

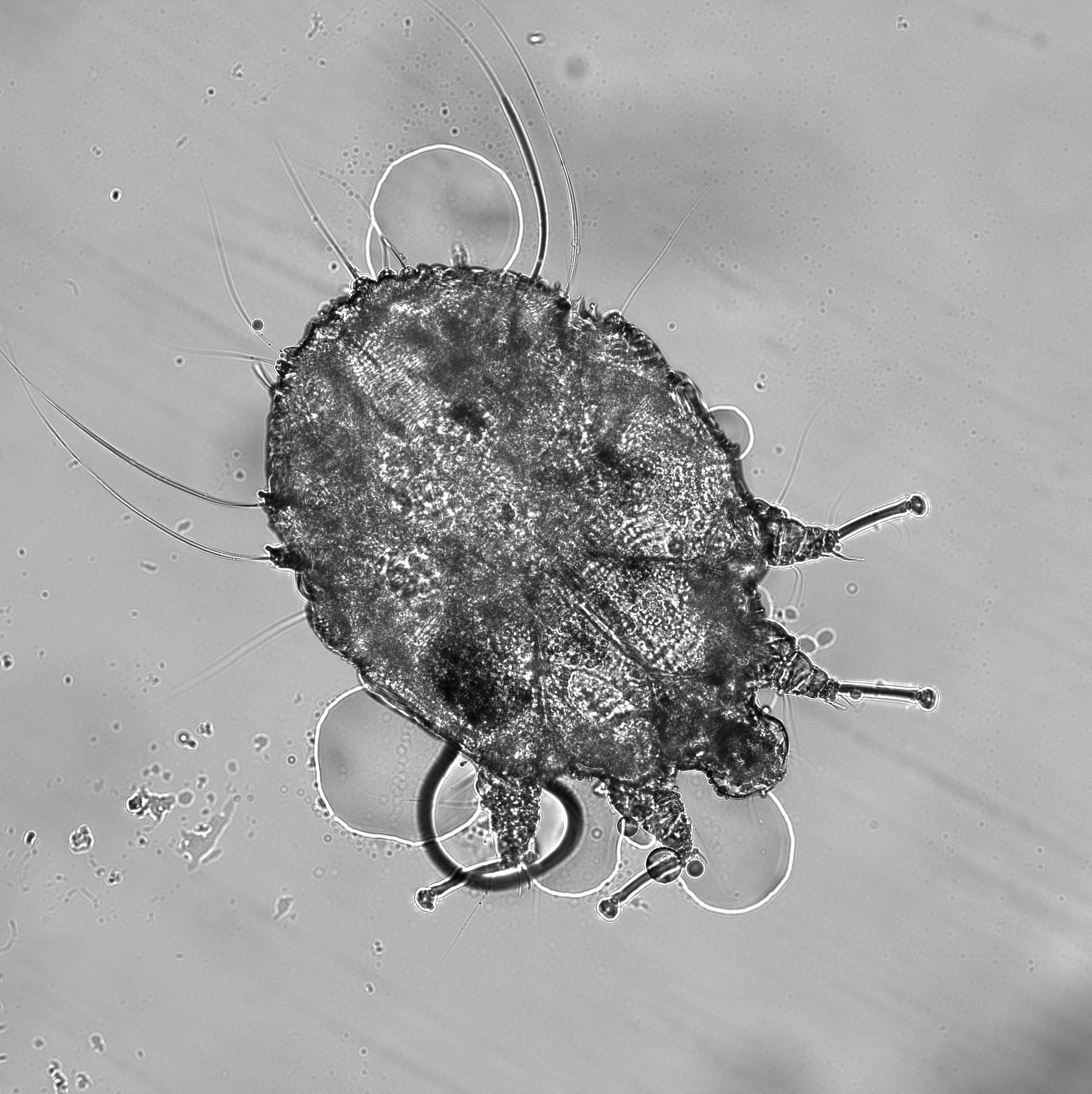